# ミカエル・ラムブ
ミカエル・ラムブ（Michael Lumb, 1988年1月9日- ）は、デンマーク・オーフス出身のサッカー選手。ポジションはDF（左サイドバック）。名前の別表記としてルン、ルムブなどがある。

## 来歴
1998年からオーフスGFに所属し、2005年に17歳でプロデビュー。2007-08シーズン、デンマークのタブロイド紙『Ekstra Bladet』にて『シューティング・スター』と評される程の活躍ぶりを見せた。
2010年1月、ロシアの強豪FCゼニト・サンクトペテルブルクへ移籍金200万ユーロで移籍をした。ロシアリーグ初のデンマーク人選手となった。
2015-16シーズンよりデンマーク・スーペルリーガに復帰したリンビーBKに加入した。

## 代表歴
2004年にU-16デンマーク代表に選出。以降、U-21までの各年代の代表に選出された。2009年11月、アメリカ代表戦でA代表にデビューし、ミカエル・ヤコブセンと共にニクラス・イェンセンの後継者として期待される。